# Alfred Montagne
Alfred Montagne (Pézenas, 20 giugno 1881 – 26 febbraio 1963) è stato un generale francese.
Comandante del XV Corpo d'armata durante la seconda guerra mondiale, partecipò alla battaglia delle Alpi Occidentali e fu incaricato della difesa della Costa Azzurra e della città di Mentone.
Durante la prima guerra mondiale riportò una ferita in combattimento e venne citato cinque volte nei dispacci. Ricevette la Légion d'honneur e la Croix de guerre per il suo servizio nella guerra 1914-1918. Nel 1939 sostituì il generale Henri-Fernand Dentz alla guida del XV Corpo d'armata stanziato al confine con l'Italia. Come il suo superiore, René Olry, era un ufficiale di artiglieria. Nel 1953 ha pubblicato il suo resoconto sui combattimenti contro gli italiani nel 1940 nel suo libro La bataille pour Nice et la Provence, Montpellier, Éditions des Arceaux.